# タコピーの原罪
『タコピーの原罪』（タコピーのげんざい）は、タイザン5による日本の漫画。複雑な家庭事情と学校でのいじめに苛（さいな）まれる少女・しずかとタコ型地球外生命体・タコピーの交流譚。『少年ジャンプ+』（集英社）において、2021年12月10日から2022年3月25日まで連載された。短期連載であったにもかかわらず、『少年ジャンプ+』のエポックメイキングとなった作品であるとされている。
2022年3月4日にはコミックス上巻が発売され、記念PVおよび特別映像「タコピーといっしょ」が公開された。同年4月4日にコミックス下巻が発売された際には同じ配役で記念ボイスドラマが公開された。
2025年6月から8月にかけてWebアニメが配信された。

## あらすじ
2016年、地球にハッピーを広めるため来訪したハッピー星人タコピーは、空腹で動けなくなっていたところを小学4年生の少女久世しずかに救われる。タコピーはお礼にハッピー星の様々な「ハッピー道具」でしずかを笑顔にしようとするが、しずかは相手にしない。しずかの心の支えは愛犬のチャッピーだったが、タコピーと出会って6日目、チャッピーは姿を消し、翌日しずかはタコピーから借りたハッピー道具「仲直りリボン」を使って首を吊ってしまう。しずかの自殺にショックを受けたタコピーは、ハッピー道具「ハッピーカメラ」で時間を戻し、しずかを救うため一緒に登校する。
しずかはクラスメイトの雲母坂まりなにひどいいじめを受けていた。タコピーはハッピーカメラで何度も時間を戻しながら、いじめからしずかを守るが、更にまりなを怒らせてしまう。まりなはしずかの愛犬・チャッピーに標的を移し、殺処分に追い込む。タコピーはまりなとチャッピーを会わせまいと何度も時間を戻すが、運命は変えられない。チャッピーは離婚した父親のところにいると言うしずかを、まりなは嘲り暴行する。助けに入ったタコピーは、ハッピーカメラでまりなを撲殺してしまう。その上カメラが故障し、過去に戻れなくなる。
しずかは現場を目撃した同級生の東直樹を籠絡し、事件を隠蔽させる。タコピーはまりなに変身して生存を装い、直樹はしずかと共に東京にいるはずのチャッピーを迎えに行く計画を立てる。だが、まりなの遺体が発見され警察が動き出す。しずかは直樹に罪を被って自首することを迫る。直樹を心配する兄と初めて本音で語り合った直樹は罪を打ち明け自首する。夏休みにタコピーと上京したしずかは、父親を訪ねるが、チャッピーの姿はなく、再婚した父親はしずかに対して知らないふりをする。父親の子がチャッピーを食べたかもしれないから胃の中を調べる道具を出してと言うしずかを、タコピーはなだめるが、しずかはタコピーを見限り石で殴りつける。その途端タコピーの過去の記憶が蘇る。
2022年、地球にやってきたタコピーは高校生の雲母坂まりなと出会う。母親と折り合いの悪いまりなは東直樹と付き合いはじめ、母親の機嫌も良くなる。だが直樹は転校生の久世しずかに心ひかれ、まりなに別れを告げる。まりなは母親と口論の末、彼女を殺して「小学4年生のときにしずかを殺しておけばよかった」とつぶやく。それを聞いたタコピーはハッピー星に戻り、「大ハッピー時計」で小4のしずかを殺害したいとハッピーママに願う。ママは掟を破ったタコピーに記憶を消すと宣告するが、タコピーはママに逆らい無理矢理ハッピー時計で2016年の地球に戻っていたのだった。
混乱するタコピーは直樹との対話で「助けてあげる」だけでは駄目だと反省する。しずかと再会したタコピーはきちんと「おはなし」を聞いてあげられなかったことを謝り、自身の命と引き換えにハッピーカメラの機能を発動し、しずかをチャッピーが死ぬ前の時間軸へタイムリープさせる。タコピーのいない世界でも、まりなはしずかをいじめていたが、しずかがノートに書いていたタコの落書きを見た瞬間、脳裏にタコピーの存在が過ぎった二人は理由も分からないまま号泣する。
数年後、しずかとまりなの家庭の問題は依然として解決しないままであったが、二人はそんな環境への皮肉を滲ませながらも、穏やかに話し合える友人となっていた。

## 登場人物
担当声優はアニメ版 / 上巻発売記念PV・ボイスコミック版の順番に表記。特記がない場合はアニメ版での配役。
タコピー
声 - 間宮くるみ
主人公。ハッピー星出身の地球外生命体。「タコピー」はしずかの命名であり、ハッピー星人としての本名は「んうえいぬkf」。喋る際は語尾に「っピ」がつく。しずかいわく見た目はミズタコに似ている。
ハッピーを広めるために地球に到来した。自らの窮地を救ったしずかに恩義を感じ、彼女の問題を解決するべく奔走する。ハッピー星に伝わるハッピー道具を用い現状の打破を試みるが、「悪意」というものを解さないハッピー思考ゆえにしずかの置かれている状況を理解できず、事態の泥沼化を招く。

久世 しずか（くぜ しずか）
声 - 上田麗奈
ヒロイン。作中2016年の時点で小学4年生の女子児童。空腹のタコピーに食事を与えたことがきっかけでタコピーに懐かれる。
父親が家庭を捨てて東京に拠点を移したため、水商売を営む母と共に暮らしている。学校では同級生の雲母坂まりなからいじめを受ける。生活の困窮と過度のいじめから、着用する衣服は傷んでおり、全身に痣（あざ）がある。
雲母坂 まりな（きららざか まりな）
声 - 小原好美 / 黒木ほの香
しずかの同級生の女子児童。もう一人のヒロイン的存在。
父親がしずかの母親と関係を持ち、家庭を顧みなくなったことから荒れた家庭環境で過ごしている。そのためしずかに対して憎悪を抱き、いじめを行う。
タイザン5は、まりなをジャイアン的ポジションのキャラクターであるとしている。
東 直樹（あずま なおき）
声 - 永瀬アンナ
しずかの同級生の男子児童。医者の家庭に生まれ成績優秀で、学級委員長も務めている。
クラス内でいじめを受けているしずかを密かに気にかけているが、あまり相手にされていない。その一方、タコピーに対しては高圧的な態度を示す。
教育ママである母親の束縛や、兄である潤也に対する劣等感からストレスを抱えている。
タイザン5は、直樹は出木杉英才をイメージしたキャラクターであるとしている。
チャッピー
しずかの飼育する犬。孤独なしずかの唯一の心の拠り所だった。しずかへのいじめがエスカレートすると、まりなの標的となった。

## ハッピー道具
ハッピー星人が持つ不思議な道具。
タコピーのママから教えられた掟では「必ずハッピー星人の目の届くところで使う」「異星人に道具を委ねてはならない」と定められているが、タコピーはしずかのためにこの掟を破ってしまう。
パタパタつばさ
リングに翼がついた道具。その名の通り、空を自由に飛ぶことができるが、しずかは「空なんて飛べたってどうせ何も変わらない」と興味を示さなかった。
後に直樹が使用するが、子供一人分の重さですら重量オーバーとなってしまうことが判明した。
ハッピーカメラ
一見すると普通のカメラで、撮影した写真がハッピー紙にすぐ印刷される。「とっておきの機能」として、一枚だけ保存できる写真を読み込ませることで撮った瞬間に戻ることができる。
タコピーはこの道具で時を戻すことで自殺を図ったしずかの死を回避させる。チャッピーが保健所送りにならないようにハッピーカメラで散歩の時間帯等を変えることで101度に渡って時を戻すが、そのいずれでもまりなが現れて失敗してしまう。しかし、第4話でしずかを守るためにこのカメラでまりなを撲殺してしまう。
仲直りリボン
無限に伸ばすことが出来る丈夫なリボン。小指同士を繋げることでどんなに遠くにいる相手と仲直りが出来る。しかし、チャッピーを失ったしずかはこのリボンで首吊り自殺を図ってしまう。タコピーのいない2016年では、しずかはロープで首を吊ろうとするがロープが切れて自殺に失敗している。
花ピン
頭に刺すと他人からは「ハッピー花」にしか見えなくなる道具。肩に乗っかると頭の花飾りのように見えるようにもなるが、何故か地球人から見るとドクダミに見えるらしい。タコピーを学校に連れて行くのに使ったり、東京への旅行で無銭旅行や無銭飲食のために使われたりする。
へんしんパレット
誰かの体の一部を取り込み、スイッチを押すとその人物に変身できる道具。タコピーのしずかやまりなへの変身のために使われる。
思い出ボックス
中に入れたものをそのままの状態で保存できる引き延ばした楕円のような形をしたカプセル。ボタンを押すことで大きさを自由に変えることが可能で、中に入れた物もボックスの大きさに合わせて変化する。本来は遊びで集めた草花などを取っておくために使われる道具だが、まりなの遺体を隠すために使われる。
大ハッピー時計
ハッピー星だけにある、時間旅行ができる時計台。
土星ウサギのボールペン
土星ウサギの声がするというだけのペンだが、しずかもまりなも関心を示さない。ただ、その記憶はタコピーのいない世界でも二人の中に残っているとみられる。

## 作風
本作は異界の存在が日常に降り立って交流するという点で『ドラえもん』（藤子・F・不二雄）を彷彿とさせるが、その実態は絶望的と評価され「悪夢版ドラえもん」とも表現された。作者のタイザン5自身も「陰湿なドラえもんをやりたいと思ったことがきっかけ」と明言している。また、『おやすみプンプン』（浅野いにお）と雰囲気が近いことも指摘されている。これらの特徴は『SPY×FAMILY』『ダンダダン』など同時期の『少年ジャンプ+』看板作品とは一線を画しており、本作が異彩を放つ要因とされる。
地球人の倫理観を理解できないがゆえに状況を悪化させるタコピーは狂気、本編や回想で明かされる登場人物の背景は闇が深いものとして評価されている。前者に関しては、人類の悪性を知らないタコピーを中心に物語を展開することで、人間のいびつさを浮き彫りにする効果があるとされる。後者の具体例としては、まりなの両親の荒んだ夫婦関係、教育のための東家のプレッシャーが挙げられる。Real Soundの杉本穂高は、学校と家庭では加害者と被害者が入れ替わることを指摘し、「被害と加害の連鎖の因果を断ち切る困難さに向き合っている」と評価している。
また、本作では大人の世界から隔絶された小学生の独自の世界観が描かれている。登場人物のうち児童は表情が多様に描かれている一方で、大人はほとんど顔が描写されていないことが指摘されている。
いじめや家庭問題などの現実的な闇と宇宙からの生命体という非現実とを組み合わせた、このような世界観を着想した経緯について、作者のタイザン5は「元々サスペンスものの小説が好きで、また子供向けの題材も好きなので、2つの世界観を組み合わせたら面白いかなと考えた」と取材に対し答えている。また、描く上でのこだわった点として「現実世界の問題は、誰か1人が悪者だと決めつけることができないものが多い。そういった状況を漫画にもそのまま落とし込んでみようと思った」とも語っている。

## 製作背景
タイザン5は、もともと『SPY×FAMILY』などを読んでいたこと、高い注目度、自由な雰囲気などから『少年ジャンプ+』での連載を選んだという。そこで、担当編集者から好きに描くことを勧められ、若干暗めな『ドラえもん』を描くことにした。また、自らの好みに合わせ家庭問題を題材に決め、そこから話を展開させるためにループ物にしたという。「幸せな場所から来た宇宙人が現代で困る」という展開になったため、まずタコピーのキャラクターができあがった。
最初の打ち合わせでストーリーの大枠が決められ、そこから各話のネームが作られた。結末は序盤の反応を見て決めることにしており、最終的に当初の想定とは違ったものになったという。
タイザン5はもともと「感情表現のうまさ、明るさ、強さ」を評価されており、編集長の細野修平は本作のネームを見て暗さが気になったという。しかし、全2巻予定だったこともあり、「まずはやってみよう」として連載が決定した。

## 社会的評価
2021年12月10日から『少年ジャンプ+』（集英社）で連載開始。2022年2月時点において、第1話の閲覧数は270万、コメント数は4000に上った。その後1話あたりの閲覧数は250万から300万を維持し、『少年ジャンプ+』の作品で初めて1日あたり200万閲覧を突破した。最終話は『少年ジャンプ+』史上初となる300万閲覧を達成したことが細野から明かされており、同日中に350万閲覧を突破したことがオリコンからも発表されている。また、最終話公開に先駆けて発表されたトーハンの週刊ベストセラーでは、『タコピーの原罪』上巻が第10位にランクインした。
衝撃的な展開と精巧な作りから連載中、SNSでも考察やファンアートの投稿が盛り上がった。1～3話の反響は比較的小さく、公開日のTwitterでのツイート数は5000件に満たなかった。4話の公開日にはツイート数が大きく跳ね上がり、約1万4000件にまで達した。5～10話の公開日ツイート数は1万件前後で推移した。11話公開日においてツイート数が最高の1万8000件に達し、深夜1時日本のツイッタートレンドで「タコピー」が1位になった。最終話公開日のツイート数は約1万4000件で、完結を祝うファンアート投稿が相次ぎ、結末は肯定的に受け取られたとされている。
2022年5月20日、第51回日本漫画家協会賞まんが王国とっとり賞を受賞。同年6月21日には、「第6回みんなが選ぶTSUTAYAコミック大賞」にて5位を獲得。同年12月12日には「ネット流行語100 2022」にてトップ20単語賞・2位を獲得。
2023年1月には「マンガ大賞2023」に、2月には第27回手塚治虫文化賞のマンガ大賞最終候補にノミネートされている。
2025年5月時点で累計発行部数は145万部を突破している。

## 書誌情報
- タイザン5 『タコピーの原罪』 集英社〈ジャンプ・コミックス〉、全2巻
  - 上巻 2022年3月4日発売[32][33]、ISBN 978-4-08-883049-0
  - 下巻 2022年4月4日発売[34][35]、ISBN 978-4-08-883104-6

## Webアニメ
2025年6月28日から8月2日にかけて更新された。全6話。
2024年12月22日には特報PVとメインキャスト・主要スタッフ情報が公開された。

### スタッフ
- 原作 - タイザン5[12]
- 監督・シリーズ構成 - 飯野慎也[13]
- キャラクターデザイン - 長原圭太[13]
- プロップデザイン - 中井杏、10+10[36]
- 2Dワークス - アズマ、10+10[36]
- 美術監督 - 板倉佐賀子[36]
- 色彩設計 - 秋元由紀[36]
- CGディレクター - 茂木邦夫[36]
- カラースクリプト - 大谷藍生[36]
- 撮影監督 - 若林優[36]
- 編集 - 坂本久美子[36]
- 音響監督 - 明田川仁[36]
- 音楽 - 藤澤慶昌[36]
- 音楽プロデューサー - 小林健樹
- 音楽制作 - 東宝ミュージック
- プロデューサー - 須藤孝太郎
- アニメーションプロデューサー - 五十嵐慶
- アニメーション制作・プロデュース協力 - ENISHIYA[13]
- 企画・プロデュース - TBS[12][13]
- 製作 - 「タコピーの原罪」製作委員会（TBSテレビ、ムービック、クロックワークス、トイズファクトリー、グッドスマイルカンパニー）

### 主題歌
「ハッピーラッキーチャッピー」
anoによるオープニングテーマ。作詞・作曲はあの、編曲はTAKU INOUE。
「がらすの線」
Teleによるエンディングテーマ。作詞・作曲・編曲は谷口喜多朗。
「硝子の線」
Teleによる第6話エンディングテーマ。作詞・作曲・編曲は谷口喜多朗。

### 各話リスト
| 話数 | サブタイトル       | 脚本     | 絵コンテ | 演出              | 作画監督                            | 総作画監督 | 配信開始日     |
| ---- | ------------------ | -------- | -------- | ----------------- | ----------------------------------- | ---------- | -------------- |
| 1    | 2016年のきみへ     | 飯野慎也 | 飯野慎也 | 飯野慎也          | 長原圭太                            | -          | 2025年 6月28日 |
| 2    | タコピーの救済     | 猫田幸   | もああん | もああん          | もああん                            | 長原圭太   | 7月5日         |
| 3    | タコピーの告解     | 飯野慎也 | 率華     | 率華              | 率華 新井博慧 飯田剛士              | 長原圭太   | 7月12日        |
| 4    | 東くんの救済       | 猫田幸   | 大島塔也 | 大島塔也          | 中村颯                              | 長原圭太   | 7月19日        |
| 5    | 2022年のきみへ     | 猫田幸   | 森大貴   | 森大貴            | 卓子意                              | 長原圭太   | 7月26日        |
| 6    | 2016年のきみたちへ | 飯野慎也 | 飯野慎也 | 飯野慎也 迫井政行 | 長原圭太 新井博慧 大島塔也 もああん | 長原圭太   | 8月2日         |

### 配信情報
| 配信期間               | 配信時間                   | 配信サイト | 備考                   |
| ---------------------- | -------------------------- | --- | ---------------------- |
| 2025年6月28日 - 8月2日 | 土曜 0:00（金曜深夜） 更新 | U-NEXT ABEMAプレミアム Amazon Prime Video Disney+ DMM TV dアニメストア （本店・for Prime Video・ニコニコ支店） FOD Hulu J:COM STREAM Lemino milplus Netflix TELASA WOWOWオンデマンド アニメタイムズ アニメ放題 ニコニコチャンネル バンダイチャンネル | 見放題配信             |
|                        |                            | ABEMA Lemino ニコニコ生放送 | 最新話期間限定無料配信 |
|                        |                            | Amazon Prime Video J:COM STREAM milplus Rakuten TV TELASA VIDEX ニコニコチャンネル バンダイチャンネル | レンタル配信           |
| 2025年6月30日 -        | 月曜 0:00（日曜深夜） 更新 | ふらっと動画 | 見放題配信             |
|                        | 月曜 12:00 更新            | Google TV | レンタル配信           |
| 2025年7月2日 -         | 水曜 12:00 更新            | HAPPY!動画 | レンタル配信           |